# Luceriola venata
Luceriola venata är en fjärilsart som beskrevs av W. Warren 1914. Luceriola venata ingår i släktet Luceriola och familjen nattflyn. Inga underarter finns listade i Catalogue of Life.